# برنکلی (آرکانزاس)
برنکلی (آرکانزاس) (به انگلیسی: Brinkley, Arkansas) یک شهر در ایالات متحده آمریکا با جمعیت ۳٬۹۴۰ نفر است که در آرکانزاس واقع شده‌است.

## موقعیت جغرافیایی
موقعیت جغرافیایی شهرها و مناطق اطراف به شرح زیر است: